# Pernette Osinga
Pernette Osinga (Amsterdam, 11 aprile 1967) è un'ex schermitrice olandese, vincitrice di una medaglia di bronzo ai campionati mondiali di scherma.